# Saint-Médard-de-Guizières
Saint-Médard-de-Guizières ist eine französische Gemeinde mit 2.408 Einwohnern (Stand: 1. Januar 2022) im Département Gironde in der Region Nouvelle-Aquitaine. Sie gehört zum Arrondissement Libourne und zum Kanton Le Nord-Libournais.

## Geographie
Saint-Médard-de-Guizières liegt etwa 46 Kilometer nordöstlich von Bordeaux und etwa 20 Kilometer nordöstlich von Libourne am Fluss Isle. Umgeben wird Saint-Médard-de-Guizières von den Nachbargemeinden Coutras im Norden, Camps-sur-l’Isle im Nordosten, Saint-Sauveur-de-Puynormand im Südosten, Petit-Palais-et-Cornemps im Süden, Lussac im Südwesten sowie Abzac im Westen.

## Geschichte
Bis 1673 hieß die Ortschaft lediglich Méard.
| Jahr      | 1962  | 1968  | 1975  | 1982  | 1990  | 1999  | 2006  | 2018  |
| --------- | ----- | ----- | ----- | ----- | ----- | ----- | ----- | ----- |
| Einwohner | 1.571 | 1.737 | 1.828 | 1.935 | 1.897 | 2.106 | 2.154 | 2.385 |

## Gemeindepartnerschaft
Mit der britischen Gemeinde Wedmore in Somerset (England) besteht seit 1975 eine Partnerschaft.

## Verkehr
Saint-Médard-de-Guizières liegt an der Bahnstrecke Coutras–Tulle und wird im Regionalverkehr mit TER-Zügen bedient.
Durch die Gemeinde führt die Autoroute A89.

## Sehenswürdigkeiten

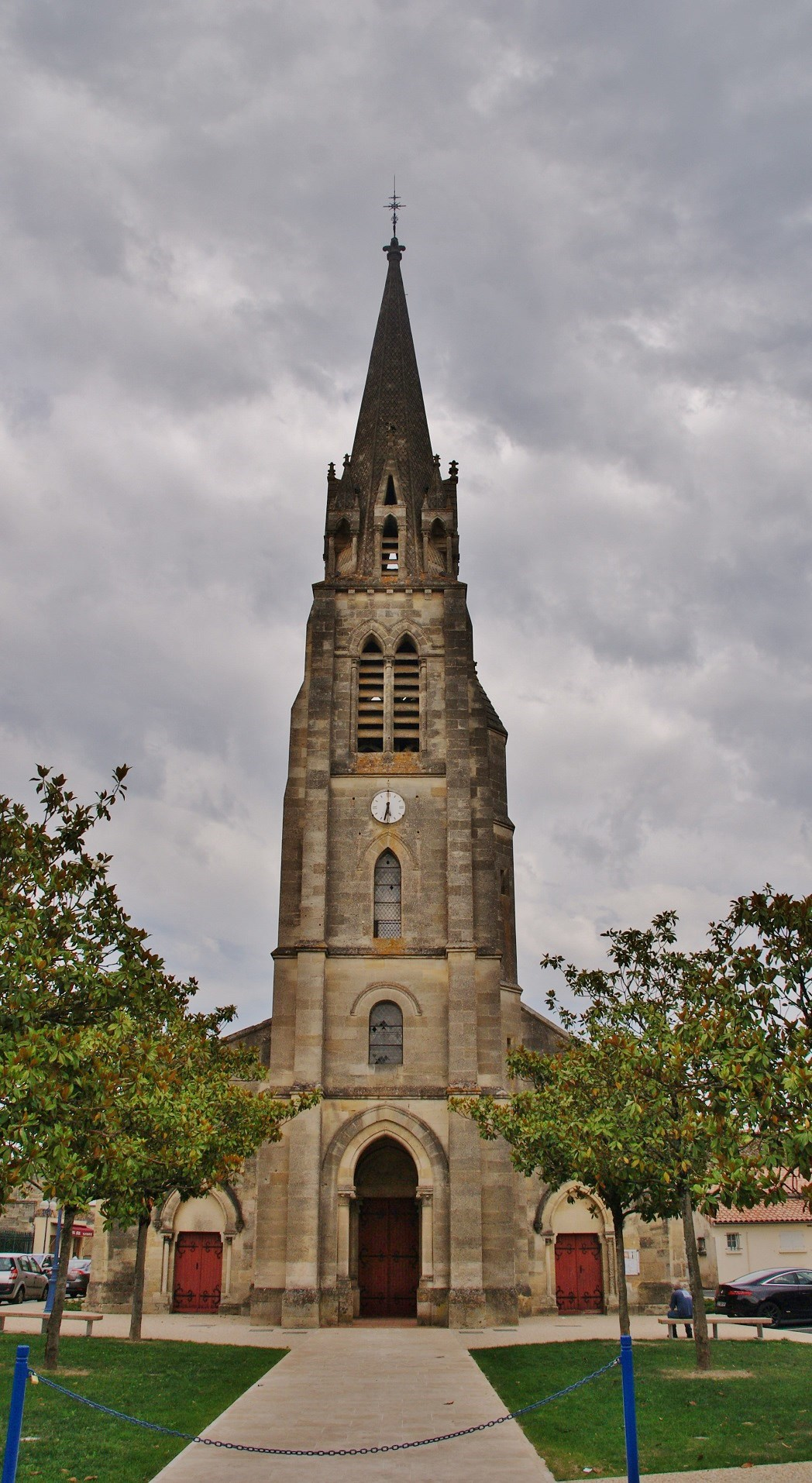
Kirche Saint-Médard

- Kirche von Saint-Médard-de-Guizières, Monument historique